# 台北國際書展大獎
台北國際書展大獎，是台北國際書展2008年起所設立的年度獎項，獎勵台灣出版的圖書，在每年書展開始前夕揭曉。

## 得獎作品

### 2008年
| 年份   | 獲提名                                   | 獎項     | 結果 |
| ------ | ---------------------------------------- | -------- | ---- |
| 2008年 | 張瀛太《熊兒悄聲對我說》（九歌）         | 小說類   | 獲獎 |
| 2008年 | 吳明益《睡眠的航線》（二魚）             | 小說類   | 入圍 |
| 2008年 | 胡淑雯《哀豔是童年》（印刻）             | 小說類   | 入圍 |
| 2008年 | 鍾文音《百年物語一：豔歌行》（大田）     | 小說類   | 入圍 |
| 2008年 | 巴代《笛鸛》（麥田）                     | 小說類   | 入圍 |
| 2008年 | 蔣勳《孤獨六講》（聯合文學）             | 非小說類 | 獲獎 |
| 2008年 | 吳明益《家離水邊那麼近》（二魚）         | 非小說類 | 入圍 |
| 2008年 | 徐明松《王大閎：永恆的建築詩人》（木馬） | 非小說類 | 入圍 |
| 2008年 | 詹宏志《人生一瞬》（馬可孛羅）           | 非小說類 | 入圍 |
| 2008年 | 舒國治《台北小吃札記》（皇冠）           | 非小說類 | 入圍 |

### 2009年
| 年份   | 獲提名                               | 獎項     | 結果 |
| ------ | ------------------------------------ | -------- | ---- |
| 2009年 | 劉克襄《永遠的信天翁》（遠流）       | 小說類   | 獲獎 |
| 2009年 | 李永平《大河盡頭（上）》（麥田）     | 小說類   | 入圍 |
| 2009年 | 西西《我的喬治亞》（洪範）           | 小說類   | 入圍 |
| 2009年 | 王聰威《複島》（聯合文學）           | 小說類   | 入圍 |
| 2009年 | 駱以軍《西夏旅館》（印刻）           | 小說類   | 入圍 |
| 2009年 | 嚴長壽《我所看見的未來》（天下遠見） | 非小說類 | 獲獎 |
| 2009年 | 舒國治《窮中談吃》（聯合文學）       | 非小說類 | 入圍 |
| 2009年 | 張大春《認得幾個字》（印刻）         | 非小說類 | 入圍 |
| 2009年 | 西西《看房子》（洪範）               | 非小說類 | 入圍 |
| 2009年 | 謝旺霖《轉山：邊境流浪者》（遠流）   | 非小說類 | 入圍 |

### 2010年
| 年份   | 獲提名                               | 獎項     | 結果 |
| ------ | ------------------------------------ | -------- | ---- |
| 2010年 | 陳淑瑤《流水帳》（印刻）             | 小說類   | 獲獎 |
| 2010年 | 張愛玲《小團圓》（皇冠）             | 小說類   | 獲獎 |
| 2010年 | 甘耀明《殺鬼》（寶瓶）               | 小說類   | 獲獎 |
| 2010年 | 夏曼·藍波安《老海人》（印刻）        | 小說類   | 入圍 |
| 2010年 | 陳雪《附魔者》（印刻）               | 小說類   | 入圍 |
| 2010年 | 鄭丰《靈劍》（奇幻基地）             | 小說類   | 入圍 |
| 2010年 | 黃春明《沒有時刻的月台》（聯合文學） | 小說類   | 入圍 |
| 2010年 | 黎紫書《簡寫》（寶瓶）               | 小說類   | 入圍 |
| 2010年 | 施達樂《小貓》（明日工作室）         | 小說類   | 入圍 |
| 2010年 | 蔡素芬《燭光盛宴》（九歌）           | 小說類   | 入圍 |
| 2010年 | 王鼎鈞《文學江湖》（爾雅）           | 非小說類 | 獲獎 |
| 2010年 | 野夫《江上的母親》（南方家園）       | 非小說類 | 獲獎 |
| 2010年 | 藍佩嘉《跨國灰姑娘》（行人）         | 非小說類 | 獲獎 |
| 2010年 | 莊祖宜《廚房裡的人類學家》（大塊）   | 非小說類 | 入圍 |
| 2010年 | 龍應台《大江大海一九四九》（天下）   | 非小說類 | 入圍 |
| 2010年 | 劉克襄《11元的鐵道旅行》（遠流）     | 非小說類 | 入圍 |
| 2010年 | 齊邦媛《巨流河》（天下）             | 非小說類 | 入圍 |
| 2010年 | 楊照《理性的人》（麥田）             | 非小說類 | 入圍 |
| 2010年 | 陳浩《女兒父親》（遠流）             | 非小說類 | 入圍 |
| 2010年 | 焦桐《暴食江湖》（二魚）             | 非小說類 | 入圍 |

### 2011年
| 年份   | 獲提名                                                 | 獎項             | 結果 |
| ------ | ------------------------------------------------------ | ---------------- | ---- |
| 2011年 | 朱天心《初夏荷花時期的愛情》（印刻）                   | 台北國際書展大獎 | 獲獎 |
| 2011年 | 李維菁《我是許涼涼》（印刻）                           | 台北國際書展大獎 | 獲獎 |
| 2011年 | 李永平《大河盡頭（下）》（麥田）                       | 台北國際書展大獎 | 獲獎 |
| 2011年 | 楊富閔《花甲男孩》（九歌）                             | 台北國際書展大獎 | 入圍 |
| 2011年 | 童偉格《西北雨》（印刻）                               | 台北國際書展大獎 | 入圍 |
| 2011年 | 董啟章《物種源始：貝貝重生之學習年代》（麥田）         | 台北國際書展大獎 | 入圍 |
| 2011年 | 吳鈞堯《火殤世紀》（遠景）                             | 台北國際書展大獎 | 入圍 |
| 2011年 | 韓麗珠《縫身》（聯合文學）                             | 台北國際書展大獎 | 入圍 |
| 2011年 | 吳億偉《芭樂人生》（聯合文學）                         | 台北國際書展大獎 | 入圍 |
| 2011年 | 郭強生《夜行之子》（聯合文學）                         | 台北國際書展大獎 | 入圍 |
| 2011年 | 李煒《4444》（爾雅）                                   | 台北國際書展大獎 | 獲獎 |
| 2011年 | 呂正理《另眼看歷史》（遠流）                           | 台北國際書展大獎 | 獲獎 |
| 2011年 | 連美恩《我睡了81個人的沙發》（遠景）                   | 台北國際書展大獎 | 獲獎 |
| 2011年 | 楊照《如何做一個正直的人》（本事）                     | 台北國際書展大獎 | 入圍 |
| 2011年 | 鄭鴻生《母親的六十年洋裁歲月》（印刻）                 | 台北國際書展大獎 | 入圍 |
| 2011年 | 朱和之《滄海月明》（印刻）                             | 台北國際書展大獎 | 入圍 |
| 2011年 | 亮軒《壞孩子》（爾雅）                                 | 台北國際書展大獎 | 入圍 |
| 2011年 | 劉克襄《十五顆小行星：探險、漂泊與自然的相遇》（遠流） | 台北國際書展大獎 | 入圍 |
| 2011年 | 吳念真《這些人，那些事》（圓神）                       | 台北國際書展大獎 | 入圍 |
| 2011年 | 唐諾《在咖啡館遇見14個作家》（聯經）                   | 台北國際書展大獎 | 入圍 |

### 2012年
| 年份   | 獲提名                                                                             | 獎項             | 結果 |
| ------ | ---------------------------------------------------------------------------------- | ---------------- | ---- |
| 2012年 | 林俊穎《我不可告人的鄉愁》（印刻）                                                 | 台北國際書展大獎 | 獲獎 |
| 2012年 | 紀蔚然《私家偵探》（印刻）                                                         | 台北國際書展大獎 | 獲獎 |
| 2012年 | 吳明益《複眼人》（夏日）                                                           | 台北國際書展大獎 | 獲獎 |
| 2012年 | 賀景濱《去年在阿魯吧》（寶瓶）                                                     | 台北國際書展大獎 | 入圍 |
| 2012年 | 張經宏《摩鐵路之城》（九歌）                                                       | 台北國際書展大獎 | 入圍 |
| 2012年 | 蔣曉雲《桃花井》（印刻）                                                           | 台北國際書展大獎 | 入圍 |
| 2012年 | 胡淑雯《太陽的血是黑的》（印刻）                                                   | 台北國際書展大獎 | 入圍 |
| 2012年 | 張亦絢《愛的不久時：南特/巴黎回憶錄》（聯合文學）                                  | 台北國際書展大獎 | 入圍 |
| 2012年 | 平路《東方之東》（聯合文學）                                                       | 台北國際書展大獎 | 入圍 |
| 2012年 | 張萬康《道濟群生錄》（麥田）                                                       | 台北國際書展大獎 | 入圍 |
| 2012年 | 下山一自述、下山操子譯寫《流轉家族：泰雅公主媽媽、日本警察爸爸和我的故事》（遠流） | 台北國際書展大獎 | 入圍 |
| 2012年 | 嚴長壽《教育應該不一樣》（天下遠見）                                               | 台北國際書展大獎 | 入圍 |
| 2012年 | 陳俊志《台北爸爸，紐約媽媽》（時報）                                               | 台北國際書展大獎 | 入圍 |
| 2012年 | 陳楊文《一個潮池的秘密：跟著生態觀察家一起探索台灣東北角潮間帶》（行人）           | 台北國際書展大獎 | 入圍 |
| 2012年 | 唯色《西藏：2008》（聯經）                                                         | 台北國際書展大獎 | 入圍 |
| 2012年 | 陳芳明《台灣新文學史》（聯經）                                                     | 台北國際書展大獎 | 入圍 |
| 2012年 | 吳億偉《努力工作》（印刻）                                                         | 台北國際書展大獎 | 入圍 |
| 2012年 | 唐諾《世間的名字》（印刻）                                                         | 台北國際書展大獎 | 入圍 |
| 2012年 | 4F料理生活家《4F料理生活家課程精選》（遠足）                                       | 台北國際書展大獎 | 入圍 |
| 2012年 | 黃勝堅《生死謎藏》（大塊）                                                         | 台北國際書展大獎 | 入圍 |

### 2013年
| 年份   | 獲提名                                           | 獎項             | 結果 |
| ------ | ------------------------------------------------ | ---------------- | ---- |
| 2013年 | 郭松棻《驚婚》（印刻）                           | 台北國際書展大獎 | 獲獎 |
| 2013年 | 陳雨航《小鎮生活指南》（麥田）                   | 台北國際書展大獎 | 獲獎 |
| 2013年 | 鄭清文《青椒苗》（麥田）                         | 台北國際書展大獎 | 獲獎 |
| 2013年 | 賀淑芳《迷宮毯子》（寶瓶）                       | 台北國際書展大獎 | 入圍 |
| 2013年 | 陳雪《迷宮中的戀人》（印刻）                     | 台北國際書展大獎 | 入圍 |
| 2013年 | 賴香吟《其後》（印刻）                           | 台北國際書展大獎 | 入圍 |
| 2013年 | 張萬康《ZONE——張萬康短篇小說集》（麥田）         | 台北國際書展大獎 | 入圍 |
| 2013年 | 董啟章《博物誌》（聯經）                         | 台北國際書展大獎 | 入圍 |
| 2013年 | 黃麗群《海邊的房間》（聯合文學）                 | 台北國際書展大獎 | 入圍 |
| 2013年 | 陳耀昌《福爾摩沙三族記》（遠流）                 | 台北國際書展大獎 | 入圍 |
| 2013年 | 王健壯《我叫他，爺爺》（九歌）                   | 台北國際書展大獎 | 獲獎 |
| 2013年 | 錢理群《毛澤東時代和後毛澤東時代》（聯經）       | 台北國際書展大獎 | 獲獎 |
| 2013年 | 徐重仁、莊素玉《流通教父徐重仁青春筆記》（天下） | 台北國際書展大獎 | 獲獎 |
| 2013年 | 許南村等《尋畫：現實主義畫家吳耀忠》（遠景）     | 台北國際書展大獎 | 入圍 |
| 2013年 | 蔡珠兒《種地書》（有鹿）                         | 台北國際書展大獎 | 入圍 |
| 2013年 | 陳宗萍《花樣時代：台灣花布美學新視界》（遠流）   | 台北國際書展大獎 | 入圍 |
| 2013年 | 黃美秀《尋熊記：我與台灣黑熊的故事》（遠流）     | 台北國際書展大獎 | 入圍 |
| 2013年 | 四方報編《逃／我們的寶島，他們的牢》（時報）     | 台北國際書展大獎 | 入圍 |
| 2013年 | 尉天驄《回首我們的時代》（印刻）                 | 台北國際書展大獎 | 入圍 |
| 2013年 | 鄭鴻生《尋找大範男孩》（印刻）                   | 台北國際書展大獎 | 入圍 |

### 2014年
| 年份   | 獲提名                                                                 | 獎項             | 結果 |
| ------ | ---------------------------------------------------------------------- | ---------------- | ---- |
| 2014年 | 王定國《那麼熱，那麼冷》（印刻）                                       | 台北國際書展大獎 | 獲獎 |
| 2014年 | 林宜澐《海嘯》（二魚）                                                 | 台北國際書展大獎 | 獲獎 |
| 2014年 | 曹冠龍《紅杜鵑》（印刻）                                               | 台北國際書展大獎 | 獲獎 |
| 2014年 | 丁允恭《擺》（聯合文學）                                               | 台北國際書展大獎 | 入圍 |
| 2014年 | 伊格言《零地點GroundZero》（麥田）                                     | 台北國際書展大獎 | 入圍 |
| 2014年 | 成英姝《惡魔的習藝》（印刻）                                           | 台北國際書展大獎 | 入圍 |
| 2014年 | 李渝《九重葛與美少年》（印刻）                                         | 台北國際書展大獎 | 入圍 |
| 2014年 | 陳淑瑤《塗雲記》（印刻）                                               | 台北國際書展大獎 | 入圍 |
| 2014年 | 黃錦樹《南洋人民共和國備忘錄》（聯經）                                 | 台北國際書展大獎 | 入圍 |
| 2014年 | 鄭丰《奇峰異石傳》（奇幻基地）                                         | 台北國際書展大獎 | 入圍 |
| 2014年 | 陳列《躊躇之歌》（印刻）                                               | 台北國際書展大獎 | 獲獎 |
| 2014年 | 陳翠蓮、吳乃德、胡慧玲《百年追求：臺灣民主運動的故事》（衛城）         | 台北國際書展大獎 | 獲獎 |
| 2014年 | 劉紹華《我的涼山兄弟：毒品、愛滋與流動青年》（群學）                   | 台北國際書展大獎 | 獲獎 |
| 2014年 | 史明口述史訪談小組《史明口述史》（行人）                               | 台北國際書展大獎 | 入圍 |
| 2014年 | 李劼《中國文化冷風景》（允晨）                                         | 台北國際書展大獎 | 入圍 |
| 2014年 | 柯裕棻《洪荒三疊》（印刻）                                             | 台北國際書展大獎 | 入圍 |
| 2014年 | 范毅舜《公東的教堂：海岸山脈的一頁教育傳奇》（本事）                   | 台北國際書展大獎 | 入圍 |
| 2014年 | 黃靖懿、嚴芷婕《職人誌──52個頂真職人，認真打拚的故事報乎恁知》（遠流） | 台北國際書展大獎 | 入圍 |
| 2014年 | 楊富閔《解嚴後臺灣囝仔心靈小史》（九歌）                               | 台北國際書展大獎 | 入圍 |
| 2014年 | 羅福全、陳柔縉《榮町少年走天下——羅福全回憶錄》（天下）                 | 台北國際書展大獎 | 入圍 |

### 2015年
| 年份   | 獲提名                                                       | 獎項             | 結果 |
| ------ | ------------------------------------------------------------ | ---------------- | ---- |
| 2015年 | 林俊穎《某某人的夢》（印刻）                                 | 台北國際書展大獎 | 獲獎 |
| 2015年 | 陳浩基《13·67》（皇冠）                                      | 台北國際書展大獎 | 獲獎 |
| 2015年 | 駱以軍《女兒》（印刻）                                       | 台北國際書展大獎 | 獲獎 |
| 2015年 | 王定國《誰在暗中眨眼睛》（印刻）                             | 台北國際書展大獎 | 入圍 |
| 2015年 | 吳俊傑《戰爭殘酷》（印刻）                                   | 台北國際書展大獎 | 入圍 |
| 2015年 | 胡晴舫《懸浮》（麥田）                                       | 台北國際書展大獎 | 入圍 |
| 2015年 | 高翊峰《泡沫戰爭》（寶瓶）                                   | 台北國際書展大獎 | 入圍 |
| 2015年 | 上官鼎《王道劍》（遠流）                                     | 台北國際書展大獎 | 入圍 |
| 2015年 | 藍博洲《台北戀人》（印刻）                                   | 台北國際書展大獎 | 入圍 |
| 2015年 | 羅浥薇薇《騎士》（寶瓶）                                     |                  | 入圍 |
| 2015年 | 張贊波《大路：高速中國裡的低速人生》（八旗）                 | 台北國際書展大獎 | 獲獎 |
| 2015年 | 劉克襄《四分之三的香港：行山‧穿村‧遇見風水林》（遠流）       | 台北國際書展大獎 | 獲獎 |
| 2015年 | 顧玉玲《回家》（印刻）                                       | 台北國際書展大獎 | 獲獎 |
| 2015年 | 61Chi《房間Room》（大辣）                                    | 台北國際書展大獎 | 入圍 |
| 2015年 | 周婉窈《少年臺灣史》（玉山社）                               | 台北國際書展大獎 | 入圍 |
| 2015年 | 洪震宇《風土餐桌小旅行──12個小地方的飲食人類學筆記》（遠流） | 台北國際書展大獎 | 入圍 |
| 2015年 | 唐香燕《長歌行過美麗島：寫給年輕的你》（無限）               | 台北國際書展大獎 | 入圍 |
| 2015年 | 陳冠華《逐海而居：陳冠華花東海岸小住宅設計》（田園城市）     | 台北國際書展大獎 | 入圍 |
| 2015年 | 黃婷鈺《105號公路：泰緬邊境故事》（允晨）                    | 台北國際書展大獎 | 入圍 |

### 2016年
| 年份   | 獲提名 | 獎項             | 結果 |
| ------ | --- | ---------------- | ---- |
| 2016年 | 王定國《敵人的櫻花》（印刻）                                                                                 | 台北國際書展大獎 | 獲獎 |
| 2016年 | 劉大任《當下四重奏》（印刻）                                                                                 | 台北國際書展大獎 | 獲獎 |
| 2016年 | 甘耀明《邦查女孩》（寶瓶）                                                                                   | 台北國際書展大獎 | 獲獎 |
| 2016年 | 朱和之《鄭森》（印刻）                                                                                       | 台北國際書展大獎 | 入圍 |
| 2016年 | 李維菁《生活是甜蜜》（新經典）                                                                               | 台北國際書展大獎 | 入圍 |
| 2016年 | 吳明益《單車失竊記》（麥田）                                                                                 | 台北國際書展大獎 | 入圍 |
| 2016年 | 陳雪《摩天大樓》（麥田）                                                                                     | 台北國際書展大獎 | 入圍 |
| 2016年 | 郭強生《斷代》（麥田）                                                                                       | 台北國際書展大獎 | 入圍 |
| 2016年 | 東年《菩薩再來》（聯合文學）                                                                                 | 台北國際書展大獎 | 入圍 |
| 2016年 | 潘昀珈《蹲在掌紋峽谷的男人——川貝母短篇故事集》（大塊）                                                       | 台北國際書展大獎 | 入圍 |
| 2016年 | 詹宏志《旅行與讀書》（新經典）                                                                               | 台北國際書展大獎 | 獲獎 |
| 2016年 | 辛永勝、楊朝景《老屋顏》（馬可孛羅）                                                                         | 台北國際書展大獎 | 獲獎 |
| 2016年 | 詹正德《看電影的人》（一人）                                                                                 | 台北國際書展大獎 | 獲獎 |
| 2016年 | 雷驤《人間自若》（早安財經）                                                                                 | 台北國際書展大獎 | 入圍 |
| 2016年 | 姚尚德《小丑不流淚》（遠流）                                                                                 | 台北國際書展大獎 | 入圍 |
| 2016年 | 王志弘、林佳瑋、洪冬力、徐瑩峰、陳俐君、陳政邦、陳琳、楊宜靜、蔡正芸、鍾翰《叛民城市：台北暗黑旅誌》（游擊） | 台北國際書展大獎 | 入圍 |
| 2016年 | 呂蒼一、胡淑雯、陳宗延、楊美紅、羅毓嘉、林易澄《無法送達的遺書：記那些在恐怖年代失落的人》（衛城）           | 台北國際書展大獎 | 入圍 |
| 2016年 | 胡慕情《黏土》（衛城）                                                                                       | 台北國際書展大獎 | 入圍 |
| 2016年 | -欽慧《搶救寂靜》（遠流）                                                                                    | 台北國際書展大獎 | 入圍 |
| 2016年 | 舒國治《台北遊藝》（皇冠）                                                                                   | 台北國際書展大獎 | 入圍 |

### 2017年
| 年份   | 獲提名                                                                              | 獎項             | 結果 |
| ------ | ----------------------------------------------------------------------------------- | ---------------- | ---- |
| 2017年 | 馬家輝《龍頭鳳尾》（新經典）                                                        | 台北國際書展大獎 | 獲獎 |
| 2017年 | 蘇偉貞《旋轉門》（印刻）                                                            | 台北國際書展大獎 | 獲獎 |
| 2017年 | 黃錦樹《雨》（寶瓶）                                                                | 台北國際書展大獎 | 獲獎 |
| 2017年 | 陳耀昌《傀儡花》（印刻）                                                            | 台北國際書展大獎 | 入圍 |
| 2017年 | 邱祖胤《心愛的無緣人》（印刻）                                                      | 台北國際書展大獎 | 入圍 |
| 2017年 | 張亦絢《永別書：在我不在的時代》（木馬）                                            | 台北國際書展大獎 | 入圍 |
| 2017年 | 陳冠中《建豐二年》（麥田）                                                          | 台北國際書展大獎 | 入圍 |
| 2017年 | 李金蓮《浮水錄》（聯經）                                                            | 台北國際書展大獎 | 入圍 |
| 2017年 | 董啟章《心》（聯經）                                                                | 台北國際書展大獎 | 入圍 |
| 2017年 | 黃暐婷《捕霧的人》（九歌）                                                          | 台北國際書展大獎 | 入圍 |
| 2017年 | 魏明毅《靜寂工人：碼頭的日與夜》（游擊）                                            | 台北國際書展大獎 | 獲獎 |
| 2017年 | 魚凱《公門菜鳥飛》（網路與書）                                                      | 台北國際書展大獎 | 獲獎 |
| 2017年 | 劉克襄《虎地貓》（遠流）                                                            | 台北國際書展大獎 | 獲獎 |
| 2017年 | 何翰蓁、李翠卿《我的十堂大體解剖課：那些與大體老師在一起的時光》（八旗）            | 台北國際書展大獎 | 入圍 |
| 2017年 | 李焯雄《同名同姓的人》（有鹿）                                                      | 台北國際書展大獎 | 入圍 |
| 2017年 | 董成瑜《華麗的告解：廚師、大盜、總統和他們的情人》（時報）                          | 台北國際書展大獎 | 入圍 |
| 2017年 | 方太初《浮世物哀──時尚與多向度身體》（秀威）                                        | 台北國際書展大獎 | 入圍 |
| 2017年 | 黃長春《美的顯影：雄獅美術珍藏照片輯》（雄獅）                                      | 台北國際書展大獎 | 入圍 |
| 2017年 | 陳雨航《小村日和》（九歌）                                                          | 台北國際書展大獎 | 入圍 |
| 2017年 | 王志弘《Design by wangzhihong.com：A Selection of Book Designs, 2001-2016》（臉譜） | 台北國際書展大獎 | 入圍 |

### 2018年
| 年份   | 獲提名                                                                                     | 獎項                               | 結果 |
| ------ | ------------------------------------------------------------------------------------------ | ---------------------------------- | ---- |
| 2018年 | 金宇澄《金宇澄作品選輯：輕寒、方島、碗》（東美出版）                                       | 台北國際書展大獎                   | 獲獎 |
| 2018年 | 黃崇凱《文藝春秋》（衛城出版）                                                             | 台北國際書展大獎                   | 獲獎 |
| 2018年 | 周芬伶《花東婦好》（印刻文學）                                                             | 台北國際書展大獎                   | 獲獎 |
| 2018年 | 胡淑雯、陳雪、童偉格等《字母會A-F(套書)》（衛城出版）                                      | 台北國際書展大獎                   | 入圍 |
| 2018年 | 簡媜《我為你灑下月光──獻給被愛神附身的人》（印刻文學生活雜誌出版有限公司）                 | 台北國際書展大獎                   | 入圍 |
| 2018年 | 楊双子《花開時節》（奇異果文創事業有限公司）                                               | 台北國際書展大獎                   | 入圍 |
| 2018年 | 連明偉《青蚨子》（印刻文學生活雜誌出版有限公司）                                           | 台北國際書展大獎                   | 入圍 |
| 2018年 | 柳丹秋《待月記》（印刻文學生活雜誌出版有限公司）                                           | 台北國際書展大獎                   | 入圍 |
| 2018年 | 方清純《動物們》（九歌出版社有限公司）                                                     | 台北國際書展大獎                   | 入圍 |
| 2018年 | 林俊穎《猛暑》（麥田出版）                                                                 | 台北國際書展大獎                   | 入圍 |
| 2018年 | 李欣倫《以我為器》（木馬文化）                                                             | 台北國際書展大獎                   | 獲獎 |
| 2018年 | 李玟萱《無家者：從未想過我有這麼一天》（游擊文化）                                         | 台北國際書展大獎                   | 獲獎 |
| 2018年 | 林育立《歐洲的心臟：德國如何改變自己》（衛城出版）                                         | 台北國際書展大獎                   | 獲獎 |
| 2018年 | 李濠仲《1.368坪的等待：徐自強的無罪之路》（衛城出版）                                      | 台北國際書展大獎                   | 入圍 |
| 2018年 | 李豐楙審訂《山海經圖鑑》（大塊文化出版股份有限公司）                                       | 台北國際書展大獎                   | 入圍 |
| 2018年 | 金宇澄《我們並不知道：金宇澄散文》（東美出版事業有限公司）                                 | 台北國際書展大獎                   | 入圍 |
| 2018年 | 王汎森《思想是生活的一種方式：中國近代思想史的再思考》（聯經出版事業股份有限公司）         | 台北國際書展大獎                   | 入圍 |
| 2018年 | 平路《袒露的心》（時報文化出版企業股份有限公司）                                           | 台北國際書展大獎                   | 入圍 |
| 2018年 | 汪浩《意外的國父：蔣介石、蔣經國、李登輝與現代臺灣》（八旗文化/遠足文化事業股份有限公司）  | 台北國際書展大獎                   | 入圍 |
| 2018年 | 房慧真《像我這樣的一個記者》（時報文化出版企業股份有限公司）                               | 台北國際書展大獎                   | 入圍 |
| 2018年 | 王梵、莊瑞琳《億萬年尺度的臺灣：從地質公園追出島嶼身世》（衛城出版、經濟部中央地質調查所） | 台北國際書展大獎編輯獎（自製類）   | 獲獎 |
| 2018年 | 嘉世強、鄭雅菁、張瑋庭《我們一無所有》、《行過地獄之路》、《呼喚奇蹟的光》（時報文化）     | 台北國際書展大獎編輯獎（非自製類） | 獲獎 |

### 2019年
| 年份   | 獲提名 | 獎項           | 結果 |
| ------ | --- | -------------- | ---- |
| 2019年 | 董啟章《愛妻》（聯經出版事業股份有限公司）                                                                    | 小說類         | 獲獎 |
| 2019年 | 張貴興《野豬渡河》（聯經出版事業股份有限公司）                                                                | 小說類         | 獲獎 |
| 2019年 | 駱以軍《匡超人》（城邦文化麥田出版）                                                                          | 小說類         | 獲獎 |
| 2019年 | 伍軒宏《撕書人》（聯合文學出版社股份有限公司）                                                                | 小說類         | 入圍 |
| 2019年 | 李振瑋《愛麗絲之後Alice In Afterland－》（釀出版）                                                            | 小說類         | 入圍 |
| 2019年 | 李偉涵《鳶人》（釀出版）                                                                                      | 小說類         | 入圍 |
| 2019年 | 陳柏言《球形祖母》（木馬文化出版有限公司）                                                                    | 小說類         | 入圍 |
| 2019年 | 西西《織巢》（洪範書店有限公司）                                                                              | 小說類         | 入圍 |
| 2019年 | 張國立《金陵福：史上第二偉大的魔術師》（印刻文學生活雜誌出版股份有限公司）                                    | 小說類         | 入圍 |
| 2019年 | 聞人悅閱《琥珀(上下卷)》（聯合文學出版社股份有限公司）                                                        | 小說類         | 入圍 |
| 2019年 | 陳昭如《幽黯國度：障礙者的愛與性》（衛城出版）                                                                | 非小說類       | 獲獎 |
| 2019年 | 阿潑《日常的中斷：人類學家眼中的災後報告書》（八旗文化）                                                      | 非小說類       | 獲獎 |
| 2019年 | 謝凱特《我的蟻人父親》（逗點文創結社）                                                                        | 非小說類       | 獲獎 |
| 2019年 | 李雪莉、簡永達、余志偉《廢墟少年：被遺忘的高風險家庭孩子們》（衛城出版）                                      | 非小說類       | 入圍 |
| 2019年 | 柯金源《我們的島：臺灣三十年環境變遷全紀錄》（衛城出版）                                                      | 非小說類       | 入圍 |
| 2019年 | 陳淑華《灶邊煮語：台灣閩客料理的對話》（遠流出版事業股份有限公司）                                            | 非小說類       | 入圍 |
| 2019年 | 郭吉清、廖德宗《左營二戰祕史：震洋特攻隊駐臺始末》（遠足文化事業股份有限公司）                                | 非小說類       | 入圍 |
| 2019年 | 劉紹華《麻風醫生與巨變中國：後帝國實驗下的疾病隱喻與防疫歷史》（衛城出版）                                    | 非小說類       | 入圍 |
| 2019年 | 唐諾《我有關聲譽、財富和權勢的簡單思索》（印刻文學生活雜誌出版股份有限公司）                                  | 非小說類       | 入圍 |
| 2019年 | 蘇碩斌策畫、江昺崙等著《終戰那一天：臺灣戰爭世代的故事》（衛城出版）                                          | 非小說類       | 入圍 |
| 2019年 | 陳俊堯、FOREST《值得認識的38個細菌好朋友》（國語日報社）                                                      | 兒童及青少年類 | 獲獎 |
| 2019年 | 湯姆牛《藝術家阿德》（遠見天下）                                                                              | 兒童及青少年類 | 獲獎 |
| 2019年 | 幾米《不愛讀書不是你的錯》（大塊文化）                                                                        | 兒童及青少年類 | 獲獎 |
| 2019年 | 王文華、九子《敲敲木的胡桃鉗國王》（也是文創有限公司）                                                        | 兒童及青少年類 | 入圍 |
| 2019年 | 天氣風險管理開發公司、陳彥伶《天氣100問：最強圖解+實驗 破解一百個不可思議的氣象祕密》（親子天下股份有限公司） | 兒童及青少年類 | 入圍 |
| 2019年 | 林世仁、Barkley《小師父大徒弟：尋找心的魔法》（財團法人國語日報社）                                           | 兒童及青少年類 | 入圍 |
| 2019年 | 陳偉民、Chiu Road手路《草山之鷹》（幼獅文化事業股份有限公司）                                                 | 兒童及青少年類 | 入圍 |
| 2019年 | 劉伯樂《野鳥食堂》（青林國際出版股份有限公司）                                                                | 兒童及青少年類 | 入圍 |
| 2019年 | 劉旭恭《當小偷的第一天(特別版)》（也是文創有限公司）                                                          | 兒童及青少年類 | 入圍 |
| 2019年 | 賴馬《朱瑞福的游泳課》（親子天下股份有限公司）                                                                | 兒童及青少年類 | 入圍 |
| 2019年 | 王家軒《美國的反智傳統》、《中東心臟》、《看見南亞》、《我的應許地》（八旗文化）                              | 編輯獎         | 獲獎 |

### 2020年
| 年份   | 獲提名 | 獎項           | 結果 |
| ------ | --- | -------------- | ---- |
| 2020年 | 胡晴舫《群島》（城邦文化事業股份有限公司） | 小說類         | 獲獎 |
| 2020年 | 陳淑瑤《雲山》（印刻文學生活雜誌出版股份有限公司） | 小說類         | 獲獎 |
| 2020年 | 李維菁《人魚紀》（新經典圖文傳播有限公司） | 小說類         | 獲獎 |
| 2020年 | 沈默《劍如時光》（聯經出版事業股份有限公司） | 小說類         | 入圍 |
| 2020年 | 吳明益《苦雨之地》（新經典圖文傳播有限公司） | 小說類         | 入圍 |
| 2020年 | 林美冬《流螢》（黑鴉文化有限公司） | 小說類         | 入圍 |
| 2020年 | 陳雪《無父之城》（鏡文學股份有限公司） | 小說類         | 入圍 |
| 2020年 | 黃春明《跟著寶貝兒走》（聯合文學出版社股份有限公司） | 小說類         | 入圍 |
| 2020年 | 董啟章《命子》（聯經出版事業股份有限公司） | 小說類         | 入圍 |
| 2020年 | 駱以軍《明朝》（鏡文學股份有限公司） | 小說類         | 入圍 |
| 2020年 | 任依島《屋簷下的交會：當社區關懷訪視員走進精神失序者的家》（游擊文化股份有限公司）                                                                                              | 非小說類       | 獲獎 |
| 2020年 | 陳怡如《女同志X務農X成家：泥地漬虹》（大塊文化出版股份有限公司） | 非小說類       | 獲獎 |
| 2020年 | 蔡慶樺《美茵河畔思索德國──從法蘭克福看見德意志的文明與哀愁》（春山出版有限公司）                                                                                                | 非小說類       | 獲獎 |
| 2020年 | 李永熾、李衣雲《邊緣的自由人：一個歷史學者的抉擇》（游擊文化股份有限公司） | 非小說類       | 入圍 |
| 2020年 | 余英時《余英時回憶錄》（允晨文化實業股份有限公司） | 非小說類       | 入圍 |
| 2020年 | 吳明益、張卉君、陳冠榮《黑潮島航：一群海人的藍色曠野巡禮》（大塊文化出版股份有限公司）                                                                                          | 非小說類       | 入圍 |
| 2020年 | 騷夏《上不了的諾亞方舟》（時報文化出版企業股份有限公司） | 非小說類       | 入圍 |
| 2020年 | 黃裕元、朱英韶《百年追想曲：歌謠大王許石與他的時代》（蔚藍文化出版股份有限公司）                                                                                                | 非小說類       | 入圍 |
| 2020年 | 賴香吟《天亮之前的戀愛：日治台灣小說風景》（印刻文學生活雜誌出版股份有限公司）                                                                                                  | 非小說類       | 入圍 |
| 2020年 | 郭佩宜、呂欣怡、容邵武、方怡潔、羅素玫、李宜澤、邱韻芳、陳如珍、趙恩潔、蔡晏霖《辶反田野：人類學異托邦故事集》（左岸文化）                                                      | 非小說類       | 入圍 |
| 2020年 | 安石榴《那天，你抱著一隻天鵝回家：52則變形、幻想與深情的成人童話》（漫遊者文化事業股份有限公司）                                                                                | 兒童及青少年類 | 獲獎 |
| 2020年 | 黃一峯《怪咖動物偵探：城市野住客事件簿》（三采文化股份有限公司） | 兒童及青少年類 | 獲獎 |
| 2020年 | 張友漁、林一先《江湖，還有人嗎？》（遠流出版事業股份有限公司） | 兒童及青少年類 | 獲獎 |
| 2020年 | 王文華、九子《月光下的舞蹈家》（遠見天下文化出版股份有限公司） | 兒童及青少年類 | 入圍 |
| 2020年 | 王派仁《與水同行：走讀臺灣的水資源歷史與文化》（五南圖書出版股份有限公司） | 兒童及青少年類 | 入圍 |
| 2020年 | 林世仁、右耳《在想像中遇見詩》（遠見天下文化出版股份有限公司） | 兒童及青少年類 | 入圍 |
| 2020年 | 張文亮、蔡兆倫《世界第一位樹醫生——約翰．戴維（John Davey）》（字畝文化創意有限公司）                                                                                            | 兒童及青少年類 | 入圍 |
| 2020年 | 貓小小、詹迪薾《我才不要剪頭髮！》（也是文創有限公司） | 兒童及青少年類 | 入圍 |
| 2020年 | 胡定豪、趙瑜婷、阮筱琪、陳韻竹、黃正勇、森酪梨、馬樂原、徐橘喵、黃小嘟、愛馬兒《53個不說不知道的生活大科學《吃的東西，原來如此》+《用的東西，大有來頭》》（財團法人國語日報社） | 兒童及青少年類 | 入圍 |
| 2020年 | 劉思源、陳完玲《河馬河馬大嘴巴》（也是文創有限公司） | 兒童及青少年類 | 入圍 |
| 2020年 | 朱亞君《你好，我是接體員》、《人際剝削》、《他們都說你應該》、《比句點更悲傷》、《闇黑情緒》（寶瓶文化事業有限公司）                                                            | 編輯獎         | 獲獎 |

### 2021年
| 年份   | 獲提名 | 獎項           | 結果 |
| ------ | --- | -------------- | ---- |
| 2021年 | PAM PAM LIU《瘋人院之旅》（慢工文化）                                                                            | 小說類         | 獲獎 |
| 2021年 | 王文興《新舊十二文》（洪範書店）                                                                                 | 小說類         | 入圍 |
| 2021年 | 沈信宏《歡迎來我家》（寶瓶文化）                                                                                 | 小說類         | 入圍 |
| 2021年 | 林新惠《瑕疵人型》（時報文化）                                                                                   | 小說類         | 入圍 |
| 2021年 | 郭強生《尋琴者》（木馬文化）                                                                                     | 小說類         | 獲獎 |
| 2021年 | 陳思宏《鬼地方》（鏡文學）                                                                                       | 小說類         | 入圍 |
| 2021年 | 許順鏜《傀儡血淚及其他故事》（蓋亞文化）                                                                         | 小說類         | 入圍 |
| 2021年 | 黃春明《秀琴，這個愛笑的女孩》（聯合文學出版社）                                                                 | 小說類         | 獲獎 |
| 2021年 | 薛西斯《K.I.N.G.：天災對策室》（獨步文化）                                                                       | 小說類         | 入圍 |
| 2021年 | 謝曉虹《鷹頭貓與音樂箱女孩》（寶瓶文化）                                                                         | 小說類         | 入圍 |
| 2021年 | 阿尼默《小輓：阿尼默漫畫集》（大塊文化）                                                                         | 非小說類       | 入圍 |
| 2021年 | 倪瑞宏《仙女日常奇緣：藝術家倪瑞宏的女子妄想》（大塊文化）                                                       | 非小說類       | 入圍 |
| 2021年 | 許慧貞《最後抱他的人》（寶瓶文化）                                                                               | 非小說類       | 入圍 |
| 2021年 | 陳沛珛《暫時先這樣》（大辣出版）                                                                                 | 非小說類       | 獲獎 |
| 2021年 | 游旨价《通往世界的植物：臺灣高山植物的時空旅史》（春山出版）                                                     | 非小說類       | 入圍 |
| 2021年 | 煮雪的人《掙扎的貝類》（有鹿文化）                                                                               | 非小說類       | 入圍 |
| 2021年 | 廖瞇《滌這個不正常的人》（遠流出版）                                                                             | 非小說類       | 入圍 |
| 2021年 | 撒古流‧巴瓦瓦隆《山芋頭：部落教室－II》（典藏藝術家庭）                                                          | 非小說類       | 入圍 |
| 2021年 | 韓麗珠《黑日》（衛城出版/遠足文化）                                                                              | 非小說類       | 獲獎 |
| 2021年 | 蘇曉康《鬼推磨：中國魔幻三十年（1989-2019）》（印刻文學）                                                        | 非小說類       | 獲獎 |
| 2021年 | 工作傷害受害人協會、陳瑞秋《陪媽媽兜風》（小兵出版）                                                             | 兒童及青少年類 | 入圍 |
| 2021年 | 李光福、詹迪薾《我的爸爸看不見》（康軒文教事業）                                                                 | 兒童及青少年類 | 入圍 |
| 2021年 | 何華仁《風中有鷹》（玉山社）                                                                                     | 兒童及青少年類 | 入圍 |
| 2021年 | 邱承宗《翠鳥》（親子天下）                                                                                       | 兒童及青少年類 | 獲獎 |
| 2021年 | 林廉恩《HOME》（也是文創有限公司／巴巴文化）                                                                     | 兒童及青少年類 | 獲獎 |
| 2021年 | 游珮芸、周見信《來自清水的孩子1愛讀冊的少年、來自清水的孩子2綠島十年》（慢工文化）                               | 兒童及青少年類 | 獲獎 |
| 2021年 | 黃健琪、吳子平《超級工程MIT 01 穿越雪山隧道》（木馬文化）                                                        | 兒童及青少年類 | 入圍 |
| 2021年 | 劉旭恭《小老鼠的夢想》（水滴文化／城邦文化）                                                                     | 兒童及青少年類 | 入圍 |
| 2021年 | 劉思源、林小杯《騎著恐龍去圖書館》（步步出版／遠足文化）                                                         | 兒童及青少年類 | 入圍 |
| 2021年 | 劉伯樂《哈囉！你好！：濕地裡的野鳥新樂園》（步步出版／遠足文化）                                                 | 兒童及青少年類 | 入圍 |
| 2021年 | 李雪莉《烈火黑潮：城市戰地裡的香港人》（報導者文化）                                                             | 編輯獎         | 獲獎 |
| 2021年 | 胡文青《太魯閣族神話與傳說/觀光小鎮漫遊趣/福爾摩沙地形誌/圖解台灣廟會文化事典/布農族四社神話與傳說》（晨星出版） | 編輯獎         | 入圍 |
| 2021年 | 胡淑雯《讓過去成為此刻：臺灣白色恐怖小說選》套書（春山出版）                                                     | 編輯獎         | 入圍 |
| 2021年 | 莊瑞琳《春山文藝創刊號/春山文藝賴香吟專輯》（春山出版）                                                          | 編輯獎         | 入圍 |
| 2021年 | 蔡忠琦《安心國小2/鳳梨從哪裡來？/蛤蜊從哪裡來？/豆腐從哪裡來？/偷蛋龍》（遠見天下文化）                          | 編輯獎         | 入圍 |

## 外部連結
- 臺北國際書展歷年得獎與入圍清單 （页面存档备份，存于）